# Стефанишин Антін Савович
Стефанишин Антін Савович (псевда «Антін Вартовий», «Тонько» *1897, Долина —† 18 січня 1972, м. Чикаго, США) — український письменник, педагог, громадський діяч. Почесний громадянин Долини.

## Біографічні відомості
Антін Стефанишин народився в 1897 році в Долині, де успішно закінчив початкову школу та поступив в гімназію. Після здобуття наук повернувся додому та продовжив вчителювати в місцевій початковій школі товариства «Рідна школа».
В часі національних змагань воював в УГА.
З 1920 член УВО (Української Військової Організації), бойовий референт повітової команди УВО Долинщини протягом грудня 1920—1922, а згодом бойовий референт Стрийської окружної команди УВО. У 1922 заарештований польською поліцією, вийшов на волю 1923.
Входив до «Летючої бригади» — спеціального підрозділу, створеного у складі групи спеціально підготовлених і законспірованих бойовиків для здобуття грошових коштів шляхом вчинення ексів (експропріаційних актів — нападів на державні установи із метою заволодіння коштами, які в умовах польської окупації вважалися українським національним здобутком і тому повинні бути повернені на благо української нації). Але в 1925 році, після численних успішних акцій, групу було розкрито і Вартового було засуджено (як і більшість його побратимів).
З початку 1930-х відходить від активної діяльності в УВО та вступає у партію Фронт Національної Єдності.
З 1935 по 1938 працював вчителем у «Рідній школі» в Долині.
Після війни на еміграції в США, де займається літературною діяльністю. Автор драми «У сумерках віків» — розповідь про заснування Долини. Відомий своїми віршами-піснями: «Пісня націоналістів», «Гімну луговиків». Збірку поезій А. Вартового «Кличе дзвін» видало ще в 1926 р. видавництво «Нова доба». Під час війни (1939-45 років) пропала повість «Бронза», подібна до роману польського письменника Болеслава Пруса «Фараон»
Помер Антін Вартовий (Стефанишин) в Чикаго в 1972 році.